# Кириллов, Пётр Семёнович
Пётр Семёнович Кириллов (Пётр Эрьке, 26 июня (8 июля) 1910 — 24 ноября 1955) — эрзянский писатель, драматург, журналист.
Пётр Кириллов родился в 1909 году в селе Малый Толкай (ныне Похвистневский район Самарской области).
С 1931 по 1933 год учился в редакционно-издательском институте в Москве. Участвовал в Великой Отечественной войне. 
Первые произведения Кириллова были напечатаны в 1929 году.
В 1930-е годы из под его пера вышли историческая поэма «Утро на Суре» («Валске Сура лангсо»), сборники стихов «Без межи» («Межавтомо»), «По трудной дороге», повести «В Спасском монастыре» («Спасской монастырьсе»), «Первый урок» («Васенце урок»). Его историческая драма «Литова» (1940) стала основой для либретто первой в мордовском театральном искусстве музыкальной драмы. В послевоенные годы Кирилловым были написаны сборник «По дорогам войны» («Войнань киява») и пьесы «Свет над дальним углом» («Валдо васоло угол велькссэ»), «Учительница» (прототип героини — А. П. Лавровская).

## Фотогалерея

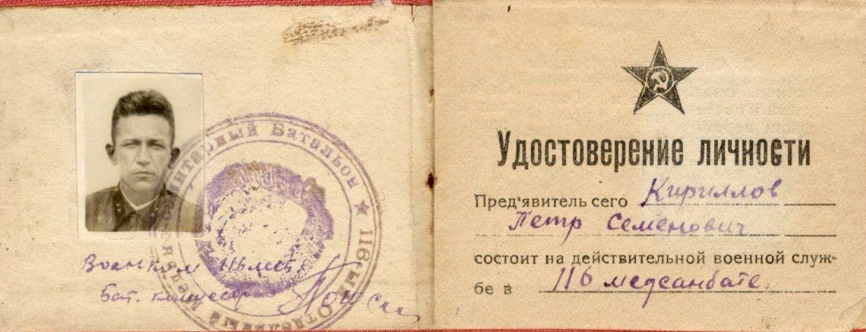
Удостоверение личности Кириллова Петра Семёновича, участник Великой Отечественной войны.
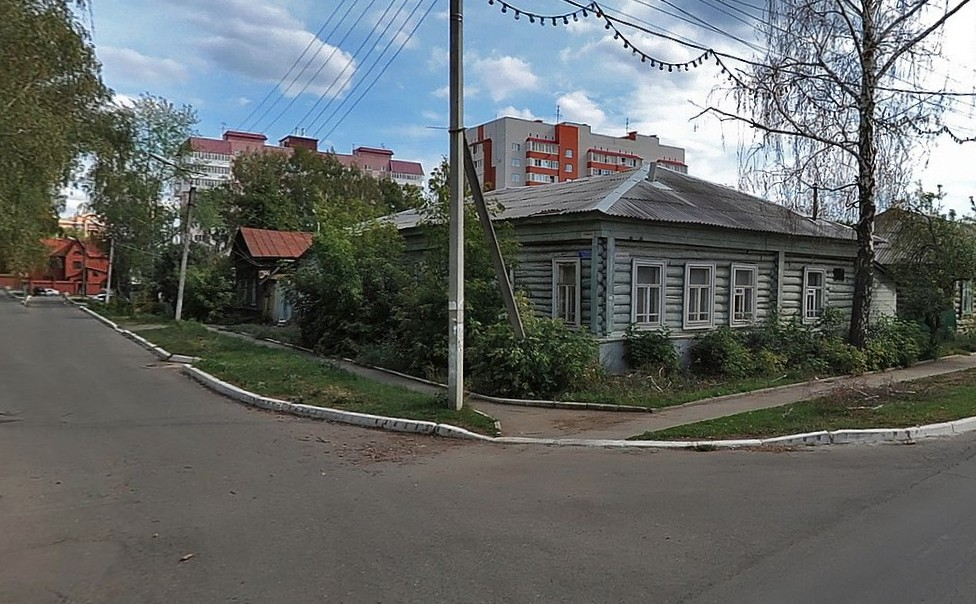
Согласно источнику "Памятники истории и культуры Республики Мордовия" (2007 г.), дом П.С. Кириллова находился по адресу г. Саранск, ул. Красноармейская, 14. В 1969 г. на нем была установлена мемориальная доска. В 2016-2018 гг. дом был снесен. Сейчас его территория принадлежит Детскому саду № 2 (ул. Мордовская, 1)